# 李爾王

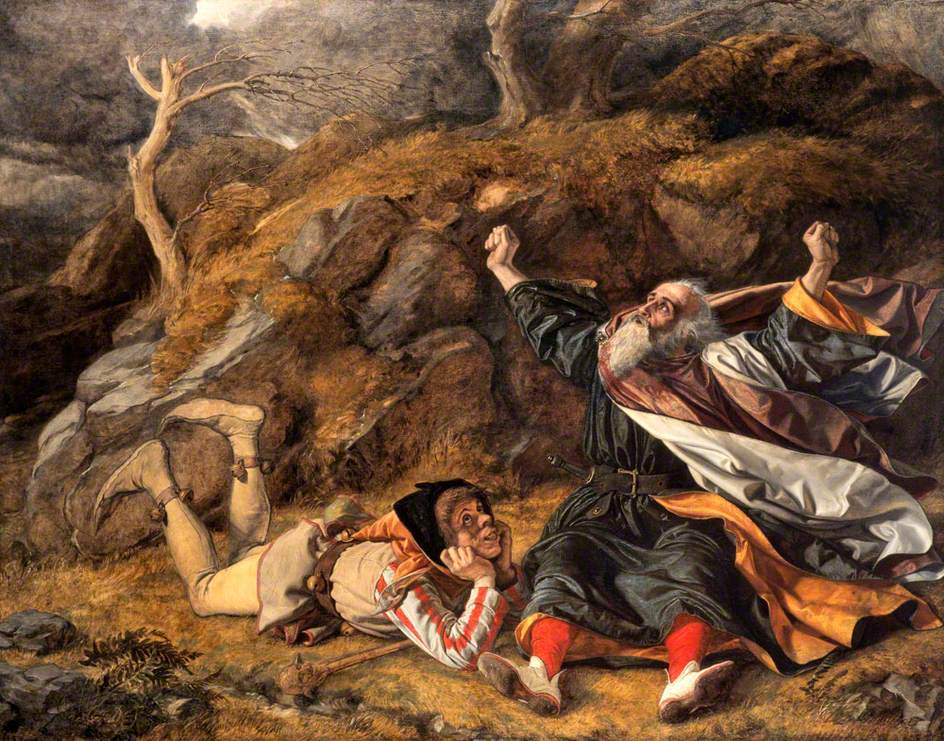
“李尔王和暴风中的弄人”，威廉·戴斯绘 （1806–1864）

《李爾王》（King Lear）是威廉·莎士比亚著名的悲剧之一。由于两位女儿阿谀奉承，李尔王将自己的产业分给了她们，造成了悲惨的后果。
戏剧于1605年写成，故事讲述了一位传说中罗马人时代之前，不列颠国王李尔的故事，关于这位国王的史记、诗歌和剧作在莎士比亚时代前便已存在。莎士比亚的早期版本《李尔王生平的真实历史和他的三位女儿》于1608年以四开本的形式出版。另一更加适合演出的版本则在1623年出现在《第一对开本》上。今天，编辑们常常就將两者进行对比，有人则认为每一版本都有自己独特的完整性，应当得到保护。
清教徒革命后剧院往往不喜欢这部作品中虚无主义的味道，因此一般在上演时对它改编。但第二次世界大战后这部作品被普遍公认为莎士比亚最伟大的创作。许多有名的演员扮演过李尔王，但一般认为只有上了年纪的演员才能真正体现这个角色。悲剧的特色在于探究人类的不幸和亲属之间的关系。萧伯纳曾写道說：“没有人可以写出比‘李尔’更加悲惨的戏剧了。”

## 人物
- 李尔王：不列颠国王，他是一位很专制的人物，他对他的女儿们错误的判断导致了他的失败。
- 高纳里尔（Goneril或Gonerill）：李爾的长女，奥本尼公爵的妻子
- 里根（Regan）：李爾的次女，康华尔公爵的妻子
- 寇蒂莉亞（Cordelia）：李爾的三女，也是李爾最疼愛的女兒。
- 奥本尼公爵（The Duke of Albany）：高纳里尔的丈夫，高纳里尔对他的“牛奶似的礼貌”不满，得知高納里爾有意害死他后起来反对高纳里尔。
- 康华尔公爵（The Duke of Cornwall）：里根的丈夫，在一次风暴中他将肯特伯爵推上了柴堆，将李爾放在一个火炉上，刺瞎了葛罗斯特伯爵。此后葛罗斯特伯爵的一个侍者攻击他并使他负致命伤。
- 葛罗斯特伯爵（The Earl of Gloucester）：爱德伽和爱德蒙的父亲，爱德蒙欺骗他反对爱德伽，后来爱德伽扮装逃亡。
- 肯特伯爵（The Earl of Kent）：李尔的忠臣，他反对李爾对寇蒂莉亞的态度后被李爾驱逐，但他扮装為僕人继续为李爾服务，只是不让李爾知道他是谁。
- 爱德蒙（Edmund或Edmond）：葛罗斯特伯爵的私生子，他为高纳里尔和里根服务来使得自己不断向上爬，三人之间关系暧昧。
- 爱德伽（Edgar）：葛罗斯特伯爵的儿子，他改装后化名為「湯姆·白德蘭 （Tom Bedlam）」，继续服侍他的父亲，最后成为国王。
- 奥斯华德（Oswald）：高纳里尔的侍者，被称为“有效的坏蛋”。他试图刺杀葛罗斯特伯爵，但被爱德伽所杀。
- 弄人（The Fool）：一个忠于李爾和寇蒂莉亞的宫廷小丑。

## 剧情

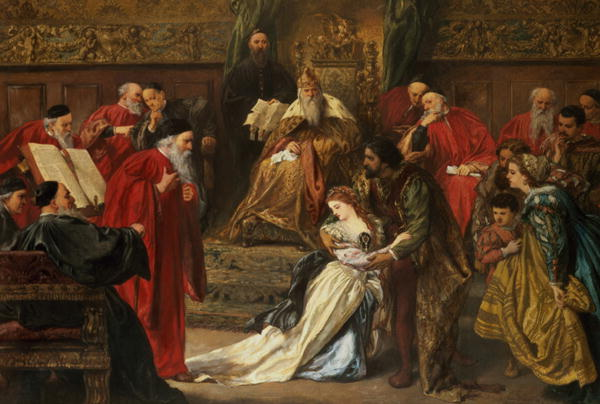
“寇蒂莉亞与李尔王”，约翰·吉尔伯特绘（1873）

年事已高的李尔王打算退位，将自己的国度交由三位女儿来统治，并称自己将会把最大部分领地赏赐给最爱他的人。高纳里尔、里根纷纷献媚，称自己爱他胜于世上的一切。寇蒂莉亞不愿阿谀奉承，认为她的爱不可以用言辞表达，结果激怒了国王。李尔王在盛怒中取消了寇蒂莉亞的继承权，将国度分割给了高纳里尔和里根。肯特认为此举不公，表示反对。李尔大怒，将其流放。李尔召见了勃艮第公爵和法兰西国王，两人都向寇蒂莉亞求婚。当得知寇蒂莉亞被剥夺了继承权，勃艮第公爵撤销了婚约，法兰西国王则因对她真心的爱所以将其迎娶。
李尔宣布自己将会在高纳里尔、里根两家轮流居住，并为自己预留了一百名骑士作为随从。高纳里尔、里根私下对话，揭示了她俩的虚伪，称李尔不过是个老朽而已。
爱德蒙痛恨自己的私生子名分，设计陷害哥哥爱德伽。他向父亲葛罗斯特伯爵寄去假信，称爱德伽想私吞财产。肯特乔装打扮成凯厄斯，李尔重新将其雇佣为僕。李尔发现高纳里尔掌了权，对自己十分轻蔑。她命令父王端正行为，并削减了他的随从人数。李尔一气之下离开，去找里根。弄人嘲讽李尔的不幸。爱德蒙假装被爱德伽攻击，葛罗斯特被骗，驱逐了爱德伽。
肯特奉命前往里根家，在葛罗斯特伯爵见到了奥斯华德，与他争执，被里根和丈夫康华尔公爵上了木狗（腳鐐）。当李尔到来时，他为自己的仆人而鸣不平，但里根充耳不闻。李尔十分愤怒，但无能为力。高纳里尔出现，和里根联手对付父王。李尔爆发，大声地用独白斥责不孝之女，眾人在一旁也言辞讥讽。肯特出现，试图保护他。葛罗斯特对李尔的遭遇表示抗议。在暴风雨后，李尔在石楠林中徘徊，碰上了乔装为疯子湯姆·白德蘭的爱德伽。爱德伽喋喋不休、李尔诅咒女儿，肯特带着他俩到了安息之处。

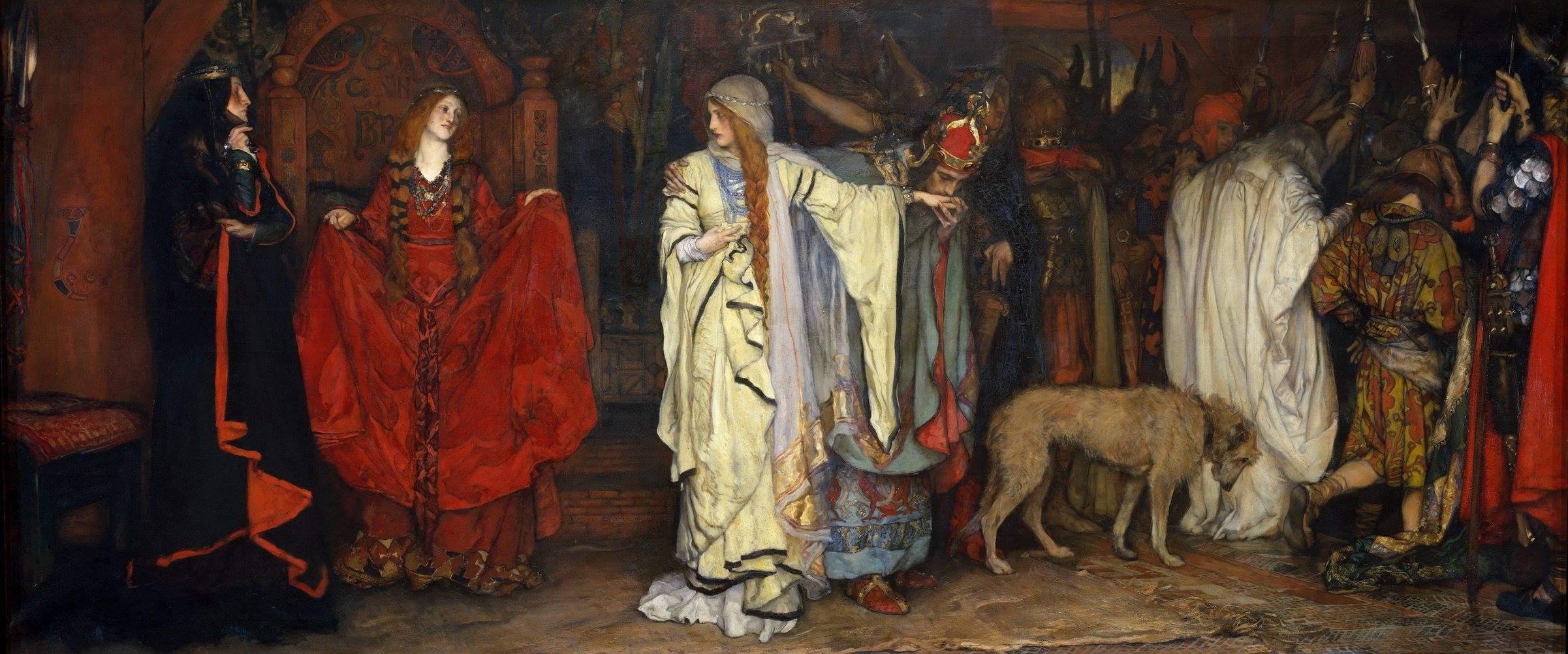
“李尔王：寇蒂莉亞的诀别”，艾德文·阿贝绘

爱德蒙将葛罗斯特出卖给了康华尔、高纳里尔和里根。他递交了一份父亲写给法兰西国王的求助信；此时，法军正好登陆。当爱德蒙和高纳里尔离开、前去警告奥本尼公爵有关入侵的事情，康华尔公爵将葛罗斯特双眼挖了出来。此时，一位仆人见状忍无可忍、下手击杀了康华尔。里根杀死了仆人，告诉葛罗斯特是爱德蒙背叛了他；随后，她也将他放逐石楠林。乔装打扮的爱德伽遇到了失去双眼的父亲。葛罗斯特没有认出他来，祈求“汤姆”带他到多佛尔，以便跳崖自尽。
高纳里尔发现爱德蒙十分诱人，认为自己诚实的丈夫奥本尼是个懦夫。奥本尼因目睹女儿们的不孝与残忍而觉悟，斥责高纳里尔。高纳里尔把爱德蒙送到里根那里，得知康华尔已死，就害怕里根夺走爱德蒙，便让奥斯华德送信给他。肯特将李尔带到了寇蒂莉亞指挥的法军部队那里。但李尔已经疯癫，因自己先前的愚蠢而十分羞愧。在里根的怂恿下，奥本尼与她联手对抗法军。高纳里尔对里根的怀疑得到了确认，里根告诉奥斯华德自己才是配得上爱德蒙的人。爱德伽假装把父亲领到悬崖，突然改变声调告诉他自杀未遂。李尔出现，已经完全疯癫，斥责世界败坏后离开。
奥斯华德出现，搜寻爱德蒙。在里根的命令下，他试图刺杀葛罗斯特，但被爱德伽反击成功。在奥斯华德的口袋里，爱德伽发现高纳里尔的信件，揭露了她怂恿爱德蒙杀死自己的丈夫，以方便二人的图谋。肯特和寇蒂莉亞照顾李尔，李尔逐渐恢复正常。里根、高纳里尔、奥本尼和爱德蒙对抗法军。奥本尼坚持击退入侵者，但保护李尔和寇蒂莉亞。高纳里尔和里根两人为了争爱德蒙互相吃醋。爱德蒙脚踩两只船，思索后设计谋害奥本尼、李尔和寇蒂莉亞。爱德伽将高纳里尔的信交给了奥本尼。英法两军相遇，英军获胜，李尔和寇蒂莉亞被俘。爱德蒙下密令处决二人。
英军统帅开会，里根宣称爱德蒙属于自己。但奥本尼揭批爱德蒙和高纳里尔，宣布爱德蒙叛国。里根病倒，被抬到幕后，随即倒毙。原来高纳里尔在其食物中投毒。爱德蒙抗命，爱德伽出现，与爱德蒙决斗获胜。奥本尼拿出信件，指证高纳里尔，后者羞愧逃走。爱德伽展露自己的真实身份，称葛罗斯特得知此事后喜出望外而去。
高纳里尔罪大恶极，在幕后畏罪自杀。爱德蒙临死突然想做好事，派人试图追回密令，但是李尔随后抱着寇蒂莉亞的遗体登场。李尔终于认出了肯特，却无法分辨他和凯厄斯之间的关系。奥本尼劝说李尔重回王位，但心力憔悴的李尔终于倒下。奥本尼劝说肯特和爱德伽登基。肯特谢绝，称主人叫他上路。剧中没有透露肯特的后事。最终，奥本尼（四开本）或爱德伽（对开本）给出了最后的陈述，暗示着新任国王的到来。
在18世纪和19世纪许多人批评这个悲剧性的结尾，一些改写的剧作中，使重要人物在最後都幸存下来，取消法兰西国王的角色和寇蒂莉亞去法国的情节，寇蒂莉亞与爱德迦结婚。劇中最重要的名言是"Howl, howl, howl, howl! O, you are men of stones!"出現在劇末（中譯：哭吧！哭吧！你們這些鐵石心腸的人們，為我而哭吧！！！）

## 时期和文本

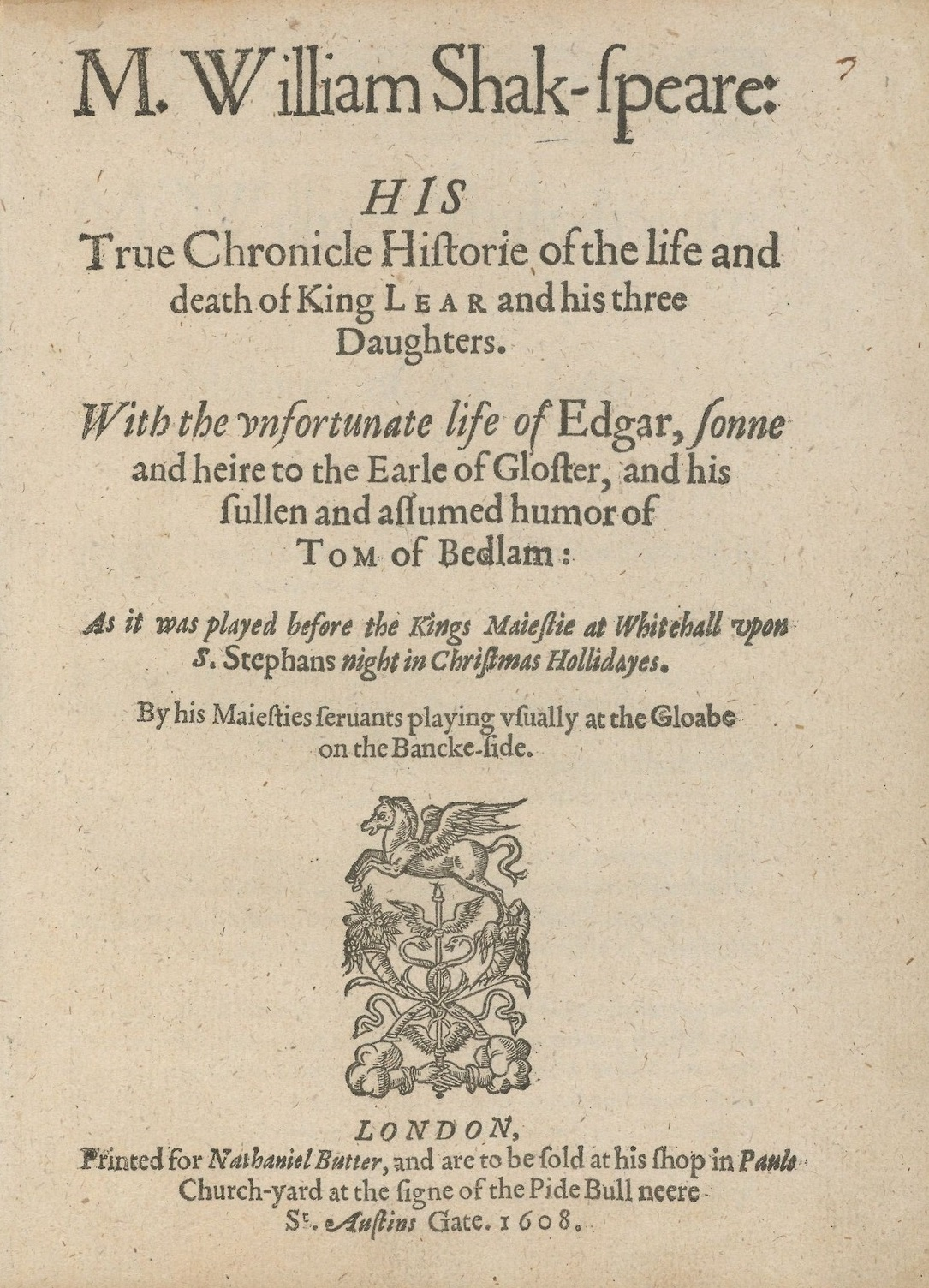
《第一对开本》，1608年版

虽然戏剧没有给定精准的创作时间，但许多学术编辑认为《李尔王》应该在1603-1606年间完成。戏剧最晚的完成时间是1606年，因为戏剧注册记录了1606年12月26日的演出。1603年的定位来自与爱德伽的台词，台词可能来自山姆·哈斯内特的《严重欺诈行为之宣言》（Declaration of Egregious Popish Impostures, 1603）。在阿登版中（Arden edition）,R.A.福克斯（Foakes）认为时间应该在1605–6年，因为莎士比亚的一份参考资料《李尔王的真实编年史》（The True Chronicle History of King Leir）直到1605年才出版；戏剧的近人以及莎士比亚自己暗示他可能从文字稿那里编写而成，而非从演出那里积累改编。相反地，法兰克·克莫德（Frank Kermode）在《溪畔莎翁》（Riverside Shakespeare）中提出“李尔”（Leir）可能是受莎士比亚戏剧的影响写作而成的；他注意到威廉·斯特雷奇（William Strachey）的一首十四行诗与“李尔”十分相似，克莫德断定“1604-5年是最可能的时期”。纳塞伯·沙欣博士（Naseeb Shaheen）通过1.2.103行将戏剧定位在1605-6年间，“最近的日食和月食”应该与1605年9月27日的月食和1605年10月12日的日食有关。
现代《李尔王》的版本来自三种资料：两个四开本，即1608年版（Q1）和1619年版（Q2），以及1623年的《第一对开本》版（F1）。版本之间的差异是巨大的。Q1中有285行在F1中不存在；F1有100行不在Q1里。两个版本之间至少有一千多字的差异，每个版本都有不同的拼写风格，F1有一半的行数以散文形式出现、或是与Q1中的断句方式不同。早期的编辑从亚历山大·蒲柏开始，通过对两个版本的简单对比，编订成了流传至今的通用版。对比版本的假设是莎士比亚写了原版，但不巧将其丢失，只要另写了四开本和对开本。
早在1931年，马德琳·多兰（Madeleine Doran）提出假设，认为两个版本的起源不同，之间的差异是十分有趣的。这一观点直到二十世纪70年代末被迈克·沃伦（Michael Warren）和加里·泰勒（Gary Taylor）讨论时才受到重视。他们的辩题虽然颇富争议，但是依然得到了许多支持。它认为四开本版来自莎士比亚的草稿（foul papers），而对开本版可能是台词本，为演出而准备的。简而言之，Q1是“作者的”；F1是“演出用的”。

## 分析与评论

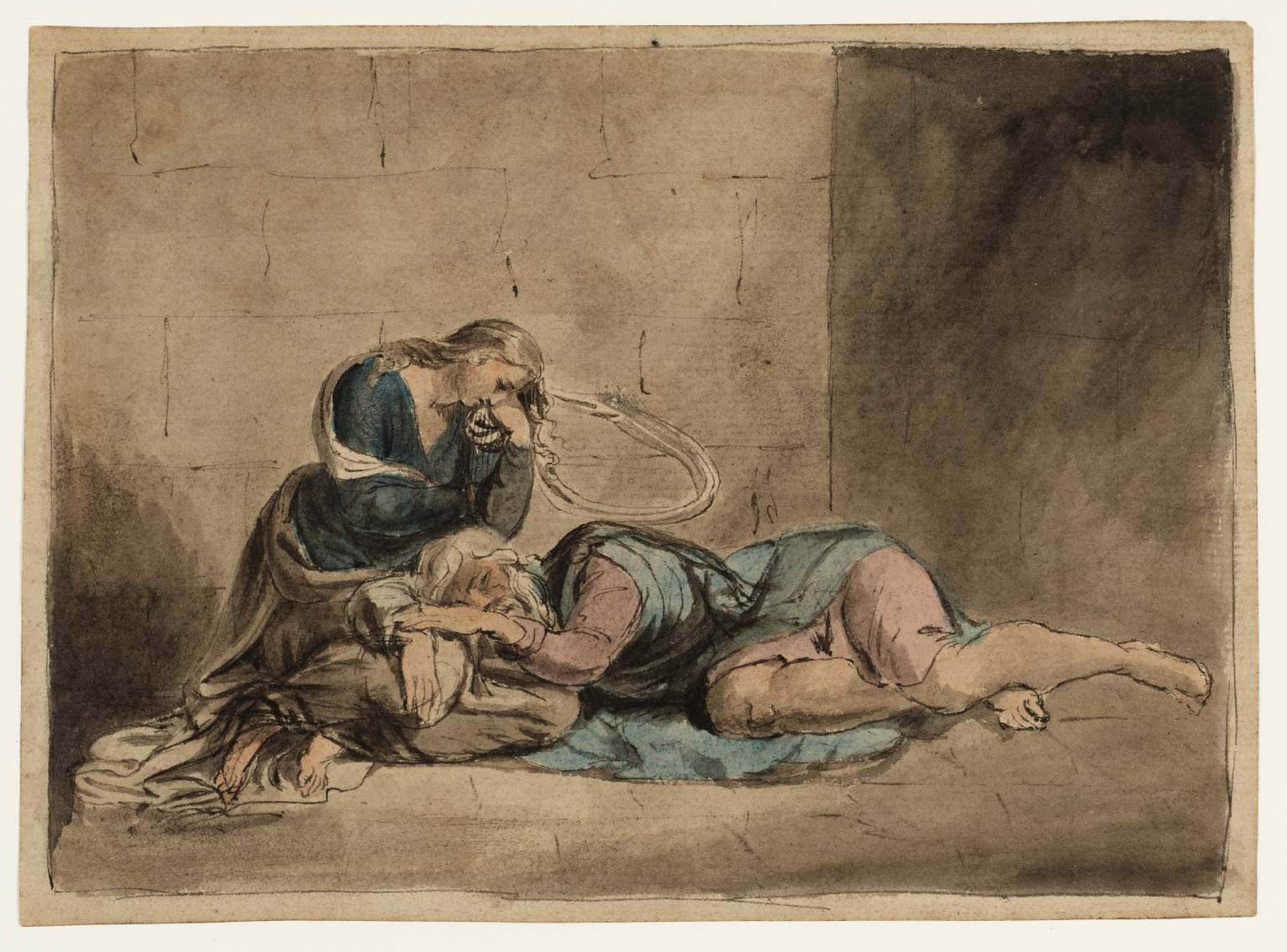
狱中的李尔和寇蒂莉亞 - 威廉·布雷克（William Blake）

文辞“自然”、“自然的”、“不自然”（"nature," "natural" and "unnatural"）在剧中出现了40多次。在莎士比亚的时代，自然的本质是一大辩题；该辩题在文中多次出现，而李尔对雷暴的态度也随之改变着。约翰·丹比（John F. Danby）在他的著作《莎士比亚的自然教条 — 对李尔王的研究》（Shakespeare’s Doctrine of Nature – A Study of King Lear 1949）中，辩称“李尔”将“自然”的含义戏剧化。剧中有两个争锋相对的自然观：李尔一方（李尔、葛罗斯特、奥本尼、肯特），代表了弗兰西斯·培根和理查德·胡克的哲学；爱德蒙一方（爱德蒙、康华尔、高纳里尔、里根），其观点后由托马斯·霍布斯整理。在两种自然观中，“李尔”给出了两种逻辑，并在葛罗斯特和爱德蒙的星相学致辞中（1.2）体现出来。爱德蒙一方的理性对于现代观众们并不陌生。但是他们在这种理性上走了极端，以致疯癫，即理性的疯癫，成为李尔王“理性疯癫”（IV.6.190）和弄人大智若愚的反衬。这种理性的背叛在戏剧后部分着重强调了“感性。”
两种自然观和理性暗示着两种社会。爱德蒙是未来人，是竞争、猜忌、荣耀时代的一员，与中世纪味道的旧社会形成对比，后者执着于合作、体面、重整体轻部分。“李尔王”在此成为了寓言。旧社会带着中世纪的观点和糊涂的国王，出了差错，受到了新权术的威胁；它从一种新秩序的景观中得到拯救，化身为被国王遗弃的女儿。就寓言来说，寇蒂莉亞是三重性的：其人、其爱、其世界。说到底，莎士比亚对这个未来人看了个透，以至于到了可以给予其怜悯的地步。爱德蒙是莎士比亚文艺复兴个人主义的最后大手笔——他富有精力、个性洒脱、敢作敢为——这些精神都对西方文化做出了积极贡献。“这种潜质十分重要，以至于必须在最后加以合成。但是他在这点走了极端，这是莎士比亚所不支持的。像爱德蒙那样，人们可以认为社会是为人而存在，而不是人为社会而生；但是像爱德蒙那样唯我独尊的家伙是不正确的。”
戏剧展示了封建—权术的截然对立，这种对立暗藏在法兰西演说（I.1.245–256），李尔和葛罗斯特的祷告词（III.4. 28–36; IV.1.61–66）以及寇蒂莉亚的形象上。除非社会相对和谐，否者我们只能选择爱德伽作为榜样（合乎莎士比亚的反讽标准）：一个在权术上还算为善良的、有忍耐力的、勇敢的、“老练”的人。
《李尔王》中没有出现母亲的角色，科波拉·卡恩（Coppélia Kahn）对戏剧中“母性潜台词”做了精神分析。根据卡恩的分析，老迈的李尔退化到了婴儿气质，希望得到母亲能给予的呵护。她认为李尔是一个需要母爱的孩子，但因为没有这样的角色，他的孩子成了女儿—母亲式的角色。李尔对爱的渴求成为了一个有约束力的协定；如果女儿们会照料他，就会继承财产，特别是寇蒂莉亚的“细心照料”，将会是他晚年生活的关键。寇蒂莉亚拒绝提供比孝顺更大的爱常常被解释为反对乱伦，但是卡恩却在其中加入了被弃母亲的形象。这样，形势成了反向的监护人—孩子的关系，李尔的疯癫类似失去母爱的孩子的哭喊。甚至当李尔和寇蒂莉亚被俘虏，他依然幻想着后者会在监狱里单独为他存在。然而寇蒂莉亚的离世打破了他的幻想，戏剧在结束时只有男性角色存活了下来。
西格蒙德·弗洛伊德认为寇蒂莉亚象征死亡。这样，当李尔拒绝寇蒂莉亚时，可以解释为他拒绝死亡；李尔不愿接受自己存在的局限性。在戏剧尖酸的结尾处，李尔抱着寇蒂莉亚的遗体上台，引起了弗洛伊德的注意。这里，李尔终于意识到了自己的局限性，或是如弗洛伊德所述，她使他“与必要的死亡为友”。莎士比亚在寇蒂莉亚的离世上做足了文章，因为他是唯一杀死她的作者（在其它匿名版本中，寇蒂莉亚存活了下来，在霍林斯赫德版中，她救活了父亲，继承了王位）。

## 争论点

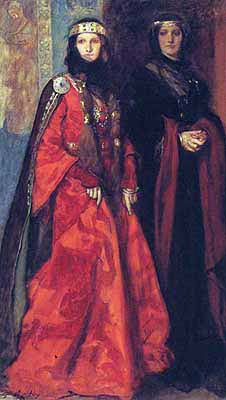
“高纳里尔和里根”，艾德文·阿贝

### 开幕的不明
莎士比亚在写作时往往将他同时代的人众所周知的细节忽略掉了，而今天的读者则会对这些被忽略掉的细节感到疑惑。许多对莎士比亚的著作的研究解开了一些这样的迷，使得今天的读者对整个著作有更好的理解。
在第一幕里李尔决定退位，并将他的王国分给他的三个女儿以及她们的丈夫。李尔想要测试他的女儿们，因此他问她们：“告诉我，你们中间哪一个人最爱我？”从今天的观点来看这句话有点老糊涂，因为李尔显然已经决定好他怎样分他的王国了，因此这个测试显然毫无意义。这句话的上下文可能是这样的：在莎士比亚以前的那部匿名作者所写的《李尔王》中寇蒂莉亞已经决定嫁给她自己爱的人，而不是他父亲为他选择的人。因此这个测试实际上是李尔试图强迫寇蒂莉亞嫁给他所希望的女婿的最后决策。莎士比亚在他的剧作中将这个细节忽略掉了，有可能是因为他知道他当代的观众都认识这个细节，因此他没有必要在这里再重复，或者他觉得这个细节不再这么重要了。

### 悲剧结尾

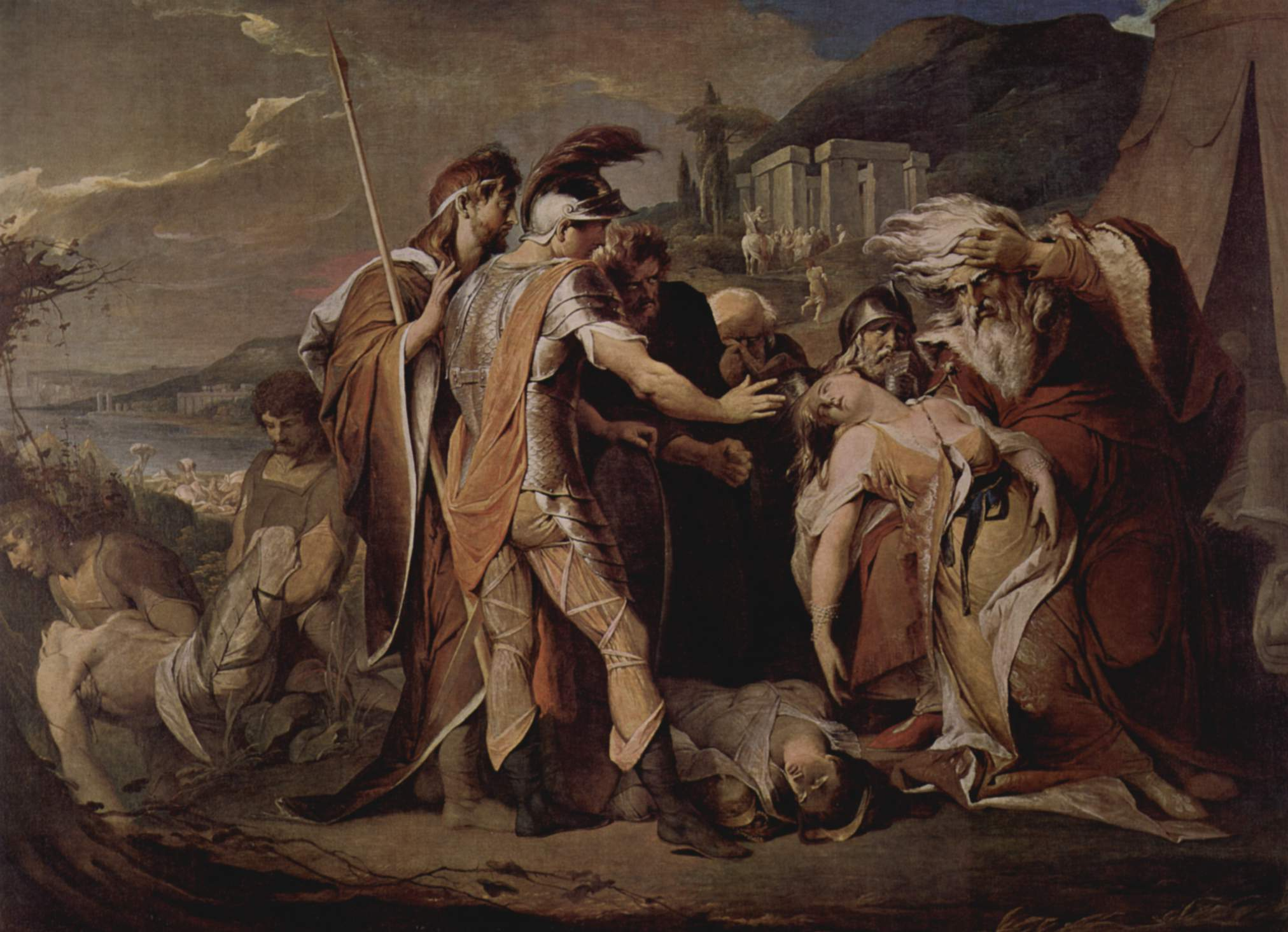
李尔王恸哭考狄利娅之死，詹姆斯·拜利1786年至1788年画

如上所述，莎士比亚时期的人对李尔王的故事和其各种不同的叙述非常熟悉，因此每个新的版本中与众不同的地方立刻就会被人注意到。而莎士比亚的悲剧性结尾是他的版本中最显著的不同了。
莎士比亚以前所有的版本都是以李尔复位结束的，在斯宾塞的版本中寇蒂莉亞继位，但数年后被她的一个外甥推翻后自杀。
莎士比亚让一个衣衫褴褛的李尔抱着他的已亡的最心爱的女儿走上舞台，这本身就已经够震动人的了，然后李尔还说：“这一根羽毛在动，她没有死！”来唤起观众的一丝希望，但实际上寇蒂莉亞已经死了。
可以想象的是当时许多人无法接受这样一个结尾，事实上大多数人在此后数百年中无法接受这个结尾。《李尔王》因此很长时间里不受欢迎。1681年纳厄姆·泰特将这个结尾改为没有法兰西国王、李尔胜利复位、爱德迦与寇蒂莉亞结婚后，才重新有人上演这部剧。一直到1838年上演的始终是泰特改写的版本。1765年塞缪尔·约翰逊在决定不使用莎士比亚的原作，而使用泰特的改本时写道：“从泰特开始寇蒂莉亞始终是胜利地返回。我必须承认我数年前是如此被她的死所震惊，以至于到我开始编辑它为止我后来一直不敢读这部剧的最后一幕。”

### 寇蒂莉亞和弄人
李尔的弄人在剧的前一部分是一个重要的角色，他首次在第一幕、第三场出场，在第三幕，第六场后就毫无解释地消失了。他的最后一句话是“我一到中午可要睡觉哩。”（也可以译为“我中午要去睡觉了”）有人认为这暗示他将在他生命的定点死在监狱里。
一个比较广泛的解释是弄人和寇蒂莉亞的演员是同一个人，事实上这两个角色从未同时在舞台上出现过。莎士比亚时代一个演员演两个角色是很平常的。但是很难想象的是当时莎士比亚的剧团里演小丑的人来演寇蒂莉亞。值得一提的是在第一幕中李尔骂寇蒂莉亞是一个傻瓜（小丑），在第五幕里他骂自己是一个傻瓜。
另一个比较复杂的解释是寇蒂莉亞没有去法国，而是假扮为李尔的弄人来服侍李尔，这有点像爱德迦假扮仆人服侍葛罗斯特伯爵一样，此外还有人建议说法国国王也假扮了一个骑士来帮助寇蒂莉亞。剧快结束时李尔说：“我的可怜的傻瓜给他们缢死了！”这句话可能不是指他的弄人，而是指寇蒂莉亞（或两者是同一人）。反对这个解释的人指出弄人在寇蒂莉亞被逐前早就在为李尔服务了。李尔的一个骑士曾说：“自从小公主到法国去了以后，这傻瓜老是郁郁不乐。”

### 爱德蒙
葛罗斯特伯爵的私生子是一个机会主义者，他的野心使他与高纳里尔和里根两人结成联盟。虽然爱德蒙蒙受了他的地位的不幸，但这无法用来磨灭他的罪行。他违反了国家法律，而只遵守他自己的对自己有利的规则——狡诈和权力的规则。他不惜使用任何方式来达到他的愿望使他成为一个没有良心的坏蛋。但他有自己的原因，而这个原因与高纳里尔和里根的类似。为了杀他的父亲，他说他对父亲的爱必须放在他对国家的忠心之下。他离开他的父亲，使康华尔公爵可以伤害他的父亲。后来他也毫不犹豫地要杀李尔和寇蒂莉亞。但是到最后他还是发了一点点良心想要收回杀寇蒂莉亞和李尔的命令。

### 版本
今天的版本来自1608年、1619年和1623年的三个源版本，但这三个版本中有很大的出入。第三版中有约100行前两版没有的内容，而前两版有第三版中没有的285行内容。过去的正式版本是将这些内容混在一起。但近年来有人提出前两本可能更接近于莎士比亚最初的版本，而第三本则是为舞台加工后的版本。

## 改編作品
李爾王有许多加工，比如作为小说、话剧、电视剧、电影等。最早的李爾王的电影是1915年拍的。
黑澤明《亂》是本作著名的改編版本，故事背景改為日本戰國時代。尤聲普以本作改編的粵劇《李廣王》則把背景改為中國戰國時代的趙國。

### 次级来源
- Armstrong, Alan Unfamiliar Shakespeare in Wells and Orlin pp. 308–319.
- Bradley, Lynne. . Ashgate. 2010. ISBN 978-1-4094-0597-9.
- Brode, Douglas. . Berkley Boulevard. 2001. ISBN 0-425-18176-6.
- Burnett, Mark Thornton; Ramona Wray. . Edinburgh University Press. 2006. ISBN 978-0-7486-2351-8.
- Burt, Richard Backstage Pass(ing): Stage Beauty, Othello and the Make-up of Race in Burnett and Wray pp. 53–71.
- Dawson, Anthony B. International Shakespeare in Wells and Stanton pp. 174–193.
- deGrazia, Margreta; Stanley Wells. . Cambridge University Press. 2001. ISBN 0-521-65881-0.
- Gay, Penny Women and Shakespearean Performance in Wells and Stanton pp. 155–173.
- Gillies, John & Ryuta Minami, Ruri Li and Poonam Trivedi Shakespeare on the Stages of Asia in Wells and Stanton pp. 259–283.
- Greenhalgh, Susan and Robert Shaughnessy Our Shakespeares: British Television and the Strains of Multiculturalism in Burnett and Wray pp. 90–112.
- Guntner, J. Lawrence Hamlet, Macbeth and King Lear on Film in Jackson (a) pp. 117–134, especially the section King Lear: A Play For Our Times pp. 128–132.
- Gurr, Andrew; Mariko Ichikawa. . Oxford University Press. 2000. ISBN 978-0-19-871158-2.
- Hodgdon, Barbara; W. B. Worthen. . Blackwell Publishing. 2005. ISBN 978-1-4051-8821-0.
- Holland, Peter Shakespeare in the Twentieth-Century Theatre in deGrazia and Wells pp. 199–215.
- Howard, Tony Shakespeare's Cinematic Offshoots in Jackson (a) pp. 295–313.
- Jackson, Russell (a). . Cambridge University Press. 2000. ISBN 0-521-63975-1.
- Jackson, Russell (b) Shakespeare and the Cinema in deGrazia and Wells pp. 217–233.
- Jackson, Russell (c) Shakespeare on the Stage from 1660 to 1900 in Wells (a) pp. 187–212.
- Lan, Yong Li Shakespeare and the Fiction of the Intercultural in Hodgdon and Worthen pp. 527–549.
- Lehmann, Courtney The Postnostalgic Renaissance: The 'Place' of Liverpool in Don Boyd's My Kingdom in Burnett and Wray pp. 72–89.
- Marsden, Jean I. Improving Shakespeare: from the Restoration to Garrick in Wells and Stanton pp. 21–36.
- McKernan, Luke; Olwen Terris. . British Film Institute. 1994. ISBN 0-85170-486-7.
- Moody, Jane Romantic Shakespeare in Wells and Stanton pp. 37–57.
- Potter, Lois Shakespeare in the Theatre, 1660–1900 in deGrazia and Wells pp. 183–198.
- Rosenthal, Daniel. . British Film Institute. 2007. ISBN 978-1-84457-170-3.
- Schoch, Richard W. Pictorial Shakespeare in Wells and Stanton pp. 58–75.
- Shakespeare, William; R. A. Foakes (ed.). . The Arden Shakespeare (Third Series) Methuen Drama. 1997. ISBN 978-1-903436-59-2.
- Shakespeare, William; G. K. Hunter (ed.). . New Penguin Shakespeare. 1972 & 1996.
- Shaw, George Bernard and Edwin Wilson (ed.) Shaw on Shakespeare (1961) Applause ISBN 978-1-55783-561-1
- Tatspaugh, Patricia Performance History: Shakespeare on the Stage 1660–2001 in Wells and Orlin pp. 525–549.
- Taylor, Gary (a); Warren, Michael (编). . Oxford: Clarendon Press. 1983. ISBN 978-0-19-812950-9.
- Taylor, Gary (b) Shakespeare Plays on Renaissance Stages in Wells and Stanton pp. 1–20.
- Taylor, Michael The Critical Tradition in Wells and Orlin pp. 323–332.
- Thomson, Peter The Comic Actor and Shakespeare in Wells and Stanton pp. 137–154.
- Warren, Roger Shakespeare on the Twentieth-Cantury Stage in Wells (a) pp. 257–272.
- Wells, Stanley (a). . Cambridge University Press. 1986. ISBN 0-521-31841-6.
- Wells, Stanley (b). . Oxford University Press. 1997. ISBN 978-0-19-871176-6.
- Wells, Stanley; Lena Cowen Orlin. . Oxford University Press. 2003. ISBN 0-19-924522-3.
- Wells, Stanley; Sarah Stanton. . Cambridge University Press. 2002. ISBN 0-521-79711-X.

## 外部連結
李爾王中文版 （页面存档备份，存于）